# Leonard Tucker
Leonard Tucker (ur. 23 czerwca 1879, zm. ?) – pułkownik uzbrojenia Wojska Polskiego.

## Życiorys
Urodził się 23 czerwca 1879. Po odzyskaniu przez Polskę niepodległości w 1918 wstąpił do Wojska Polskiego. Został mianowany majorem artylerii. 
3 maja 1922 roku został zweryfikowany w stopniu podpułkownika ze starszeństwem z dniem 1 czerwca 1919 roku i 25. lokatą w korpusie oficerów artylerii. Do lata 1925 roku był zastępcą dowódcy 8 pułku artylerii polowej w Płocku. 4 czerwca 1925 roku otrzymał przeniesienie do 10 pułku artylerii ciężkiej w Przemyślu-Pikulicach na stanowisko pełniącego obowiązki dowódcy pułku. 17 lipca 1925 roku rozpoczął pełnić obowiązki dowódcy pułku. Od 28 września do 26 listopada 1927 roku był słuchaczem II unitarno-informacyjnego kursu dla podpułkowników i pułkowników, kandydatów na dowódców pułków, względnie dowódców pułków. 1 stycznia 1928 roku awansował na pułkownika ze starszeństwem z dniem 1 stycznia 1928 roku i 1. lokatą w korpusie oficerów artylerii. Od 1 listopada 1928 pełnił w zastępstwie obowiązki szefa Artylerii i Uzbrojenia Okręgu Korpusu Nr X. 22 marca 1929 roku został mianowany szefem 10 Okręgowego Szefostwa Uzbrojenia w Przemyślu z równoczesnym przeniesieniem macierzyście do kadry oficerów artylerii. 28 stycznia 1931 roku został przeniesiony z korpusu oficerów artylerii do korpusu oficerów uzbrojenia z pozostawieniem na zajmowanym stanowisku. 3 sierpnia 1931 roku został przeniesiony do Szefostwa Uzbrojenia Okręgu Korpusu Nr II w Lublinie na stanowisko szefa. W 1933 roku został członkiem zarządu i przewodniczącym sekcji wycieczkowej Okręgu Lubelskiego Ligi Morskiej i Kolonialnej. Z dniem 30 czerwca 1934 roku został przeniesiony w stan spoczynku.

## Ordery i odznaczenia
- Krzyż Walecznych trzykrotnie
- Krzyż Komandorski Orderu „Korony Rumunii”
- Medal Międzysojuszniczy „Médaille Interalliée”